# Хаджи I Герай
Хаджи́ I Гера́й А́нгел (Меле́к) (крым. I Hacı Geray, ١ حاجى كراى‎; Melek Hacı Geray, ملک حاجى كراى‎; (около 1397—1466) — первый хан (1441—1466) и основатель независимого Крымского ханства и династии Гераев.
Встречающиеся в литературе варианты написания имени: Хаджи I Гирей, Хаджи I Гирай, Хаджи Гирей I, Хаджи Гирай I, Аджи Гирей I.

## Происхождение
Хаджи Герай вёл своё происхождение от Тука-Тимура, тринадцатого сына Джучи и внука знаменитого монгольского великого хана-завоевателя Чингисхана. Тукай-Тимур участвовал в завоевательных походах Бату-хана. В 1260-х годах хан Менгу-Тимур отдал Крымский улус Золотой Орды в управление своему дальнему родственнику Уран-Тимуру, сыну Тука-Тимура. Потомки Уран-Тимура управляли улусом в качестве ханских наместников.
Вопрос генеалогии первого хана имел важный династический и идеологический характер и многократно изучался мусульманскими учёными от средневековья до Нового времени.
1. Генеалогия по «Джами ат-таварих» («Сборник летописей», 1310/1311)  Рашид ад-Дина  (в части «Памятка о сыновьях Джучи-хана и его внуках, имеющих отрасли до сего времени»): Чингисхан > Джучи > Тука-Тимур (тринадцатый сын Джучи) > Урунк (Оренг-Тимур) > Сарича > Кунчек.
2. Генеалогия по «Му’изз ал-ансаб фи шаджарат салатин могул»  («Книга, прославляющая генеалогии в родословном древе монгольских султанов», 1426/1427 г.)  неизвестного автора: Чингисхан > Джучи > ТукаТимур > Уран-Тимур (Оренг-Тимур) > Сарыча > Куйунчак > ТулекТимур > Джанса > Баш-Тимур > Гыясэддин > Хаджи Гирей.
3. Генеалогия по «Таварих-и гузида-йи нусрат-наме» («Избранные истории из книги побед», 1505 г.) анонимного автора, в части «Генеалогия Джучидов: Отдел Тука-Тимура, сына Йоджи-хана; отдел ТулекТимура»: Джучи > Тука-Тимур > Уз-Тимур (от его брата Урунг-Тимура потомства не осталось ) > Сарыджа > Кончак > Тулек-Тимур > Джине > Баш-Тимур > Гиясэддин > Хаджи Гирей.
4. Генеалогия по «Кара таварих» (сер. XVI в.)   Утемиш-хаджи : … Чага > Баш Тимур > Девлетберди > Хаджи Гирей.
5. Генеалогия по «Шеджере-и тюрк» («Родословная тюрок», XVII в.) Абуль-Гази Бахадур-хана (в части «Род Тукай-Тимура, царствовавший в Крыме»): Чингисхан > Джучи-хан > Тукай-Тимур > Уз-Тимур (УранТимур) > Сарича > Кюньджек-углан > Тук-кул Ходжа-углан > ТулюкТимур > Хине > Хасан-углан (Ичкилий Хасан) > Мухаммед-хан > ТашТимур > Гыясэддин > Хаджи Гирей.
6. Генеалогия по «Тарих-и Ислам Гирей хан» («История хана Ислама Гирея», 1651 г.) Мехмеда Сенаи : Чингисхан > Сайын > Огедей > Толуй > Джучи >Чагатай>Токъта>Тогрул>Озьбек>Джанибек >Тохтамыш>Девлет-Берди> Таш-Темур > Гыясэддин >Хаджи Гирей
7. Генеалогия по «Джами ад-дувал» («Собрание династий», XVII в.) Мюнаджджим-баши  : Чингисхан > Джучи > Орда > Тулии > Сасык-Буга > Эберзен > Чимтай > Урус-хан > Тимур-Мелик > Тимур-Кутлуг > Тимур-Султан > Мухаммед-Султан > Хаджи Гирей-хан.
8. Генелогия по «Эс-себ’ус-сейяр фи ахбари мулюк-и татар» («Семь планет в известиях о царях татарских», 1737 г.)  Сейид Мухаммеда Ризы : Ченгиз > Джучи > Ток-Тимур > Рук-Тимур > Кончек > Тула-Тимур > Джатай > Таш-Тимур > Гыясэддин > Хаджи Гирей.
9. Генеалогия по «Умдет ал-ахбар» («Опора известий», 1748 г.)   Абдулгаффара Кырыми в части потомков Чагая: Чагай > Ичкили Хасан > сыновья Баш-Тимур и Улуг Мухаммед; Баш Тимур > cыновья Гыясэддин (по А. Кырыми, у него не было потомков) и Девлет-Берди; Девлет-Берди > сыновья Хаджи Гирей и Джихан Гирей.
10. Генеалогия по «Гульбюн-и ханан» («Розовый куст ханов», 1811) Халима Гирея: Темучин (Чингисхан) > Джучи > Тока-Темур > РукТемур > Кунджек > Тула-Темур > Джанай > Таш-Темур > Гыясэддин > Хаджи Гирей

## Биография
Хаджи Герай родился предположительно в городе Лиде, одном из городов Великого княжества Литовского, где его семья проживала в эмиграции из-за нестабильного положения в Крыму. Среди его предков были эмиры (провинциальные наместники) Крымского улуса Золотой Орды.
Отцом Хаджи Герая был Гыяс-эд-Дин, а матерью — Асия, дочь мурзы. Гыяс-эд-Дин был старшим сыном Таш-Тимура, который в 1395 году провозгласил себя независимым крымским ханом. Во время нашествия Тамерлана на Золотую Орду Таш-Тимур был изгнан из своих владений. Его сыновья Гыяс-эд-Дин и Девлет-Берди вынуждены были бежать в литовские владения. Братья поддерживали золотоордынского хана Тохтамыша в борьбе за власть с могущественным темником Едигеем. В одной из битв погибли многие соратники Тохтамыша, среди которых был и Гыяс-эд-Дин. Предания сообщают, что слуга Гыяс-эд-Дина едва спас малолетнего сына своего хозяина от истребления, постигшего сторонников Тохтамыша. Около шести лет слуга где-то скрывался с ребёнком, пока не вернулся в родное селение и не передал мальчика на воспитание родственникам.
В 1419 году Едигей погиб в боях с сыновьями Тохтамыша. В Крыму утвердился Девлет-Берди, второй сын Таш-Тимура и дядя Хаджи Герая. В 1427 году Девлет-Берди захватил столицу Золотой Орды — Сарай, но вскоре был убит Бораком.

## Правление
В 1428 году Хаджи Герай, пользовавшийся поддержкой великого князя литовского Витовта, захватил Крымский улус. Во главе 16-тысячного войска Хаджи Герай занял Эски-Кырым. На сторону Хаджи Герая перешли крупные крымские мурзы из рода Ширин. Под власть нового хана перешли города Кырк-Ер и Солхат. В том же году золотоордынский хан Улу-Мухаммед решил подчинить Крым своей верховной власти и организовал поход на Хаджи Герая. Тегене-бей, глава рода Ширин, перешёл на сторону Улу-Мухаммеда и во главе татарского войска вторгся в Крым. Хаджи Герай, лишившийся поддержки знати, бежал из Крыма в Дешт-и-Кипчак, а оттуда перебрался в литовские владения. Великий князь литовский Витовт обещал оказать Хаджи Гераю поддержку в борьбе за наследственный Крымский улус.
В литовских владениях проживало множество татар, бежавших туда во время смуты в Золотой Орде. В 1431 году во главе нового войска, собранного в Литве, Хаджи Герай предпринял поход на Крым и осадил город Солхат, который вынужден был капитулировать. В это время ширинский мурза Тегене-бей рассорился с ханом Золотой Орды Улу-Мухаммедом и вернулся в Крым. Под Перекопом Хаджи Герай встретился с Тегене-беем, который признал его своим повелителем. Ханы Золотой Орды Улу-Мухаммед и Кичи-Мухаммед, воевавшие между собой за ханский трон, стремились подчинить своей власти Крымский улус. Однако крымский хан Хаджи Герай смог нанести поражение их войскам и сохранить за собой родовой улус.
Сотрудничество с Витовтом вылилось в то, что Хаджи Герай участвовал в международном европейском съезде 1429 в Луцке, где обсуждались планы совместного похода христианской Европы на турок. С конца 1460-х годов Крымское ханство, которое было сначала защитником покоя русских земель на Юге, попало под власть Османской империи, и с тех пор отношения между Литовским княжеством и Крымом кардинально изменились.
В 1433 году крымский хан Хаджи Герай заключил союзный договор с княжеством Феодоро. Осенью того же года готский князь Алексей, рассчитывая на поддержку своего союзника Хаджи Герая, совершил поход на генуэзские владения в Крыму. Осенью 1433 года Алексей осадил и захватил генуэзскую крепость Чембало (Балаклаву). В ответ Генуя организовала карательную экспедицию на мятежное крымское княжество Феодоро. Генуэзцы послали в Крым эскадру из двадцати галер с шестью тысячами солдат под командованием Карло Ломеллино, сына правителя Корсики. 4 июня 1434 года генуэзцы взяли и разграбили Чембало (Балаклаву), захватив в плен князя Феодоро Алексея. Затем генуэзцы осадили, взяли штурмом и разорили феодорийскую крепость Каламиту, охранявшую единственный морской порт этого княжества. После этого генуэзцы двинулись дальше, но 22 июня под городом Солхатом, у Карагеза были разгромлены пятитысячным отрядом крымского хана Хаджи Гирея. Его войско подошло к Кафе и обложило город. 13 июля 1434 года был заключен мирный договор, по условиям которого генуэзцы признали Хаджи Гирея крымским ханом и выплатили ему большой выкуп за возврат своих пленных солдат и граждан.
В 1434 году хан Золотой Орды Улу-Мухаммед во главе большого войска выступил в поход на Крымский улус, чтобы вновь подчинить его своей верховной власти. Ширинские мурзы изменили Хаджи Гераю и перешли на сторону Улу-Мухаммеда, ударив в тыл крымскому хану. Хаджи Герай потерпел поражение от противника. С остатками своих войск Хаджи Герай отступил из Крыма за Днепр. Хаджи Герай удалился в литовские пограничные владения, где вскоре собрал новое войско и готовился к походу на Крым. В это время в самом Великом княжестве Литовском шла ожесточеная и кровопролитная феодальная война за великокняжеский престол между двоюродными братьями Свидригайлом Ольгердовичем (1430—1432) и Сигизмундом Кейстутовичем (1432—1440). Золотоордынский хан Улу-Мухаммед, опасаясь Хаджи Герая, разорвал свой союз со Свидригайлом и стал поддерживать Сигизмунда. Великий князь литовский Сигизмунд Кейстутович (1432—1440) вначале хорошо принял Хаджи Герая и обещал ему свою поддержку, но потом решил его задержать, чтобы он не вернулся в Крым. Хаджи Герай был приглашён в Вильно, где он стал проживать в качестве почётного заложника. Великий князь литовский Сигизмунд дал в держание Хаджи Гераю замок Лиду с округой.
Хан Золотой Орды Улу-Мухаммед занял Крым и посадил в Солхате своего наместника. В 1437 году другой хан Кичи-Мухаммед, противник Улу-Мухаммеда, подчинил Крым своей власти и изгнал его наместника. Вскоре в причерноморских степях утвердился хан Сеид-Ахмед, внук Тохтамыша, который изгнал Улу-Мухаммеда на северные рубежи Золотой Орды и захватил Крым. В Крыму царила разруха. Кочевые татары несколько раз опустошали полуостров. Чиновники и кадии, назначенные Сеид-Ахмедом, резко увеличили подати, что вызвало недовольство населения.
В конце 1430-х годов проживал в г. Лиде (современная Белоруссия), на территории тогдашнего Великого княжества Литовского, в качестве вассала великого князя литовского Сигизмунда Кейстутовича.
Около 1440 года крымскотатарская аристократия во главе со знатными кланами Ширин и Барын обратилась к новому великому князю литовскому Казимиру Ягеллончику (1440—1492) с просьбой отпустить Хаджи Герая в Крым для того, чтобы возвести его на ханский престол. Казимир вызвал Хаджи Герая из Лиды в Киев, где последний встретился с бейскими посланцами, а затем в их сопровождении выехал из Киева в Крым. Кроме татарской свиты, Хаджи Герая сопровождал литовский военачальник Радзивилл. Крымские беи и мурзы во главе с Тегене Ширином присягнули Хаджи Гераю как своему правителю, а литовский маршалок Радзивилл утвердил его на ханском престоле от имени великого князя литовского Казимира Ягеллона. Хаджи Герай прибыл в Крым, и в марте 1441 года генуэзские источники уже упоминают Хаджи Герая в качестве нового крымского правителя. К 1441 году относятся и первые монеты, отчеканенные Хаджи Гераем в городе Кырк-Ер.
В 1441 году Хаджи Герай с войском вступил в Крым и подчинил его своей власти, изгнав наместника Сеид-Ахмеда. В следующем 1442 года произошёл военный конфликт между Хаджи Гераем и генуэзской колонией Кафой. Кафский консул вступил в переговоры с ханом Большой Орды Сеид-Ахмедом, обещая ему свою поддержку во время вторжения в Крым. Генуэзцы предложили крымскому хану заключить новое мирное соглашение на невыгодных для Хаджи Герая условиях. Генуэзская республика прислала в Кафу большой военный отряд. В решающей битве крымский хан Хаджи Герай, применив хитрость, разбил врага. Кафа обменяла пленных и пошла на уступки. В это же время хан Сеид-Ахмед с большим войском вторгся в Крым и без боя изгнал Хаджи Герая из Солхата. Ширинские мурзы перешли на сторону Сеид-Ахмеда и признали его крымским ханом. Хаджи Герай бежал из Крыма на Днепр, где стал собирать войска для продолжения борьбы. Хан Большой Орды Сеид-Ахмед собрал дань и сжег Солхат, чем лишил себя поддержки со стороны крымской знати.
После отступления Сеид-Ахмеда из Крыма, Хаджи Герай укрепился в Перекопе и продолжил борьбу против Большой Орды. Пока Сеид-Ахмед был занят войной на Дону, Хаджи Герай попытался захватить кочевья его подданных в Дешт-и-Кипчаке. Хаджи Герай был отражён и отступил в Перекоп. Ханский наместник, узнав о поражении Хаджи Герая, попытался захватить Перекоп и прорваться к Сеид-Ахмеду. Хаджи Герай разгромил его, но преследовать не стал. Он начал укреплять Перекоп и готовиться к нападению Сеид-Ахмеда.
В 1445 году хан Большой Орды Сеид-Ахмед, одержав победу над своими соперниками, с большим войском выступил в поход против Хаджи Герая. Сеид-Ахмед осадил Перекоп, но не смог им овладеть. Во время отступления противника Хаджи Герай нанес Сеид-Ахмеду серьёзное поражение. Хан Большой Орды, потеряв много людей и коней, отступил за Дон. Вместе с отрядами ширинских и барынских мурз Хаджи Герай вступил в Крым, где был провозглашён ханом.
После своего возвращения на ханский престол Хаджи Герай возобновил союз с княжеством Феодоро, направленный против Кафы, и переписывался с князем Алексеем I (1410—1447). Татарский отряд во главе с сыновьями хана помог готскому князю отбить у генуэзцев захваченный ими город-порт Каламиту. Крымский хан оказывал княжеству Феодоро финансовую и политическую поддержку. В Солхате вместе с детьми Хаджи Герая воспитывался юный наследник княжества, а при дворе феодорийского князя Алексея проживал Менгли Герай, младший сын хана.
Отвергнув зависимость Крыма от Золотой Орды, Хаджи Герай стал первым независимым правителем Крымского Юрта. Последние ордынские правители не признали этой независимости, и Хаджи Гераю приходилось вести борьбу с ними. Борьба Хаджи Герая с Ордой сдерживала натиск последней на степные окраины Великого княжества Литовского (Литовскую Украину), поэтому в польской историографии XV—XVI вв. Хаджи Герай изображается как страж украинских границ и верный союзник Литвы.
Хаджи Герай одержал две крупные победы над ханами Золотой (Большой) Орды. Сеид-Ахмед-хан, контролировавший степи от Днестра до Дона, совершал многочисленные набеги на приграничные литовские и польские земли. При нападении Сеид-Ахмеда король польский и великий князь литовский Казимир Ягеллон обращался за помощью к крымскому хану Хаджи Гераю. В 1452 году Сеид-Ахмед предпринял очередной набег на южные литовские владения и разорил Подольскую землю до Львова. С большим количество пленников и богатой добычей Сеид-Ахмед-хан двинулся обратно в свои улусы. Крымский хан Хаджи Герай, собрал войско, выступил против Сеид-Ахмеда и напал на него после переправы через Днепр. Крымский хан внезапно напал, окружил и разгромил войско Большой Орды. Сеид-Ахмед-хан с небольшим количеством воинов смог вырваться из окружения, а большинство его людей перешло на сторону крымского хана. Разбитый Сеид-Ахмед бежал к Киеву, обратившись за помощью к великому князю литовскому Казимиру Ягеллончику. В Киеве Сеид-Ахмед был арестован и отправлен в Вильно, столицу ВКЛ. Великий князь литовский Казимир отправил знатного пленника в Ковно, где он прожил остаток своей жизни. Девять сыновей Сеид-Ахмеда поселились среди литовских татар.
В 1465 году крымский хан Хаджи Герай разгромил в битве на Дону хана Большой Орды Махмуда (1459—1465), выступившего в поход на Русь. Во время переправы через Дон крымский хан атаковал ордынцев и нанес им серьёзное поражение. После поражения Махмуд-хан, свергнутый с престола своим младшим братом и соперником Ахматом, бежал в Астрахань (Хаджи-Тархан). Многие ордынцы перешли на службу к крымскому хану Хаджи Гераю, который расселил их в своих владениях и ещё более увеличил свои военные силы. Победы Хаджи Герая приблизили окончательный распад Золотой Орды и последующий разгром её последних правителей в 1502 году Менгли I Гераем, сыном Хаджи Герая.

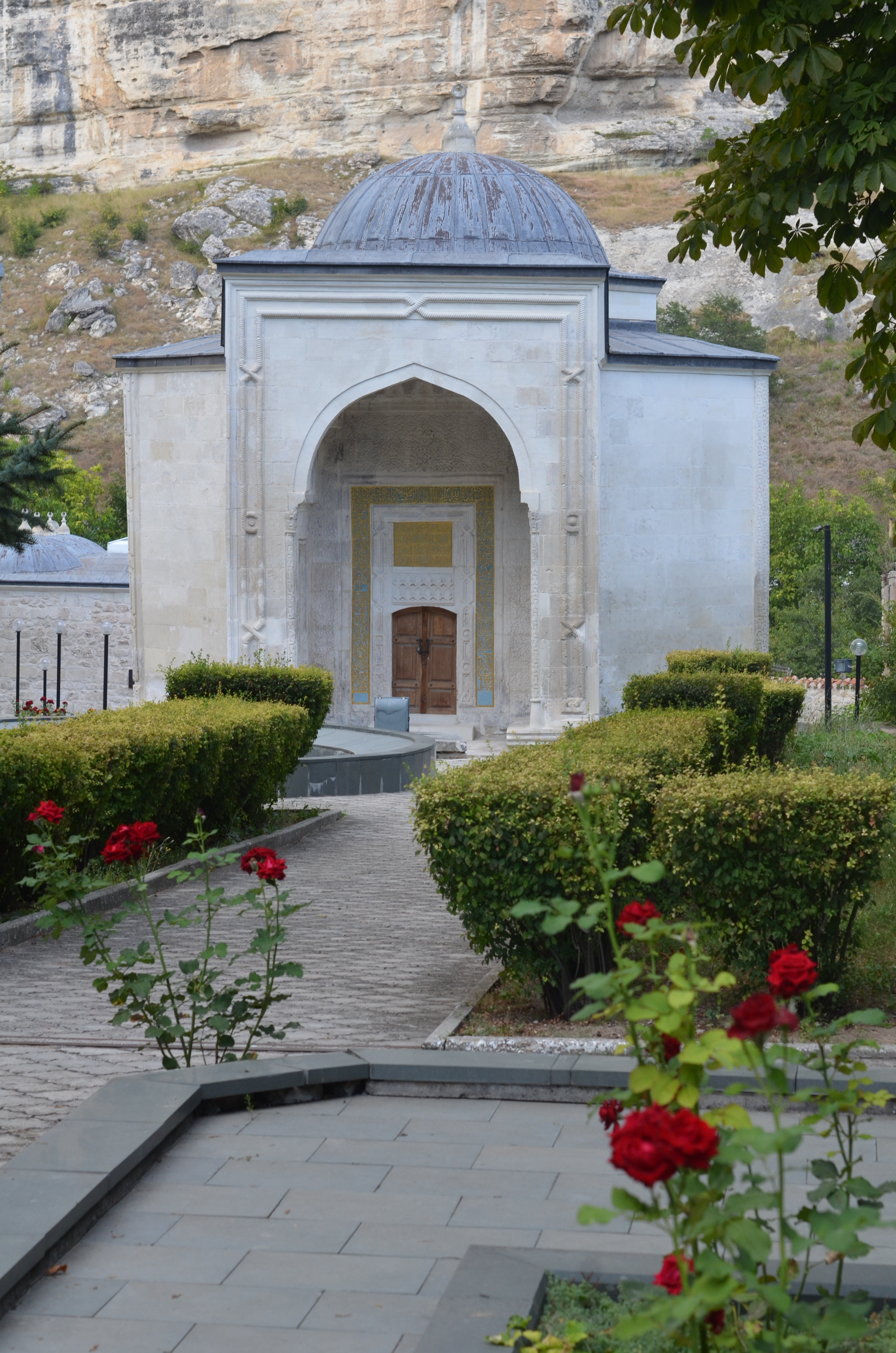
Дюрбе Хаджи Герая

Летом 1454 года османская эскадра (56 судов) под командованием Демир-кяхьи появилась у берегов Крыма, чтобы пограбить генуэзские торговые поселения. В начале июля турецкие корабли подошли к Кафе и высадили десант на берег. Турецкий отряд попытался взять крепость штурмом, но был отражен. На третий день к Кафе подошёл крымский хан Хаджи Герай с шеститысячным татарским войском. Хаджи Герай вступил в переговоры с турецким командиром Демир-кяхьей. Содержание их беседы осталось неизвестным. На следующий день турки отступили от Кафы, а затем, потребовав и получив от генуэзцев припасы, ушли в море.
Свидетельством нестабильности в регионе и того непростого положения, в котором находились в эпоху Хаджи Герая крымские генуэзские колонии, является в глазах историков так называемый Ай-Васильский клад, заложенный в греческом поселении на месте современной Васильевки в конце 1450-х — первой половине 1460-х годов. Клад, характеризующийся преобладанием европейских вещей, среди которых католические кресты, перстни, а также монеты Кафы (аспры), содержит также артефакты, рассказывающие о становлении Крымского ханства в качестве нового регионального игрока — дирхемы Хаджи Герая и хана Большой Орды Махмуда.
Утвердившись на ханском троне, крымский хан Хаджи I Герай перенёс столицу Крыма из города Кырым, давней резиденции его предков-эмиров, в Кырк-Ер, откуда при Менгли I Герае она была перенесена в Салачик, а затем при Сахибе I Герае в Бахчисарай. Хаджи I Герай был необычайно популярен в народе, за что получил прозвище Ангел (крымскотат. Melek).
В августе 1466 года крымский хан Хаджи Герай скончался, он был похоронен в склепе в столичном селении Салачик в черте современного Бахчисарая.